# Српска радикална странка др Војислав Шешељ (2016)
Српска радикална странка др Војислав Шешељ (у периоду између 2014—2016. године званично као Српска радикална странка) је политичка странка са сједиштем у Републици Српској, у Бијељини. Њен предсједник је Драган Ђурђевић.

## Историја
Настала је након раскола у тадашњој Српској радикалној странци др Војислав Шешељ (касније преименована у СРС "9. јануар), односно неуспјешног покушаја Драгана Ђурђевића да дође на чело те странке. Након тога Ђурђевић је основао нову странку под именом Српска радикална странка, коју је регистровао у суду у Добоју, 15. јануара 2014. године. Ово је једина радикална странка у Републици Српској која има подршку Српске радикалне странке из Србије, и њеног лидера Војислава Шешеља.
Централна изборна комисија БиХ је странку за опште изборе 2014. регистровала под именом Српска радикална странка (СРС — Будућност Српске). На изборима за Народну скупштину РС 2014. наступили су у коалицији ДНС — НС — СРС, која је укупно освојила 8 посланичких мјеста, од којих је једно припало СРС-у, односно посланику Неди Петрић. Крајем марта 2016. године Неда Петрић је приступила ДНС-у, чиме је Српска радикална странка изгубула парламентарни статус.
На локалним изборима 2016. године је Централна изборна комисија дозволила учешће под именом СРС — Српска у сигурне руке.
Истовремено када је дотадашња СРС др Војислав Шешељ, на челу са Мирком Благојевићем, промијенила име у СРС "9. јануар, након што је Благојевић изгубио подршку од Војислава Шешеља који му је оспорио даље коришћење свог имена у називу странке, странка коју води Драган Ђурђевић је у свом имену додала Шешељево име, те је ново име странке од 2016. године Српска радикална странка др Војислав Шешељ, и ова радикална странка једина има подршку Војислава Шешеља.

## Резултати
| Избори | # гласова | % од важећих | # посланика | Влада                     |
| ------ | --------- | ------------ | ----------- | ------------------------- |
| 2014   | 61.016    | 9.22%        | 1 / 83      | владајући                 |
| 2018   | 123.515   | 18,04%       | 0 / 83      | опзиција ванпарламентарна |